# Anna Malle
Anna Malle, pseudonimo di Anna Hotop (Havana, 14 settembre 1967 – Las Vegas, 25 gennaio 2006), è stata un'attrice pornografica e regista statunitense.

## Biografia
Secondo l'Internet Adult Film Database, una delle sue prime apparizione fu in Dirty Debutantes, Vol. 37, con Ed Powers nel 1994. In questo video, dichiarò di presentarsi con il nome Anna Malle per descrivere al meglio il suo stile sessuale. Ricevette un forte consenso dal pubblico e dalla critica, principalmente per l'energia e l'entusiasmo che metteva in ogni sua esibizione.
Sempre secondo l'Internet Adult Film Database, ha recitato in 351 film, spesso con suo marito, Hank Armstrong, come co-protagonista.
In un'intervista descrisse se stessa come bisessuale.
È deceduta il 25 gennaio 2006 in un incidente stradale a Las Vegas, Nevada; non indossava le cinture di sicurezza. Dopo la sua morte, è stata inserita nella Hall of Fame sia dagli AVN che dagli XRCO Award.

## Riconoscimenti
- AVN Awards
  - 2013 – Hall of Fame - Video Branch[6]
- XRCO Award
  - 2007 – Hall of Fame[7]

## Filmografia
- Anal Adventures Of Max Hardcore: Full Throttle (1994)
- Anal Agony (1994)
- Anal Freaks (1994)
- Anal Torture (1994)
- Assmania (1994)
- Big Stick-up (1994)
- Buttman's Wet Dream (1994)
- Casting Call 7 (1994)
- Cathouse (1994)
- Desert Moon (1994)
- Double D Amateurs 20 (1994)
- Fantasy Chamber (1994)
- Frankenstein (1994)
- Frontin' Da Booty (1994)
- Gangbang Girl 14 (1994)
- Here Comes Anna Malle Anal Angel (1994)
- Hitchhiker 5 (1994)
- Homegrown Video 418: Looks As Good As It Feels (1994)
- Let's Play Doctor (1994)
- Nasty Nymphos 5 (1994)
- New Positions (1994)
- Open Lips (1994)
- Secret Life of Nina Hartley (1994)
- Sex Trek 4 (1994)
- Tail Taggers 125 (1994)
- Video Virgins 14 (1994)
- A is For Asia (1995)
- Adventures of Studman 2 (1995)
- Anal Adventures Of Suzy Superslut 2 (1995)
- Anal Dynomite (1995)
- Anal Generation (1995)
- Anal Maniacs 2 (1995)
- Anal Plaything 2 (1995)
- Anal Senorita 2 (1995)
- Ashlyn Rising (1995)
- Ass Masters 5 (1995)
- Backing In 6 (1995)
- Backing In 7 (1995)
- Backway Inn 5 (1995)
- Bad Company (1995)
- Battling Bitches 2 (1995)
- Beauty's Punishment (1995)
- Bizarre's Dracula 1 (1995)
- Bun Masters (1995)
- Butt Hunt 8 (1995)
- Butt Sisters Do Denver (1995)
- Butthead Dreams: Exposed (1995)
- Caught in the Act (III) (1995)
- Checkmate (1995)
- Club Bizarre (1995)
- Club Erotica (1995)
- Club Kiss (1995)
- Compulsive Behaviour (1995)
- Crazy Love (1995)
- Cunthunt (1995)
- Cynthia And The Pocket Rocket (1995)
- Deep Cheeks 5 (1995)
- Deep Throat Girls 11 (1995)
- Dresden Diary 13 (1995)
- Dresden Diary 14: Ecstasy In Hell (1995)
- Dresden Diary 15 (1995)
- Encore (1995)
- Enema Bandit Strikes Again (1995)
- Evil Temptations 2 (1995)
- Exposure (1995)
- Extreme Sex 4: The Experiment (1995)
- Eye On You XX: Anna Meets The Rabbit (1995)
- Eye On You XX: Michelle Meets Anna Malle (1995)
- Fever Pitch (1995)
- Girls of the Very Big 8 (1995)
- Gypsy Queen (1995)
- Heidi's Girls (1995)
- Hollywood Boulevard (1995)
- Hotel Sodom 1 (1995)
- Hotel Sodom 2 (1995)
- Hotel Sodom 7 (1995)
- Kissing Kaylan (1995)
- Leatherbound Dykes From Hell 6 (1995)
- Leatherbound Dykes From Hell 7 (1995)
- Lovin' Spoonfuls 3: Best of Dirty Debutantes (1995)
- Max 1: Anal Holocaust (1995)
- More Dirty Debutantes 37 (1995)
- Nasty Nymphos 9 (1995)
- Natural Born Thrillers (1995)
- Nina Hartley's Guide to Alternate Sex (1995)
- Nina Hartley's Guide to Anal Sex (1995)
- Nina Hartley's Guide to Swinging (1995)
- Nina Hartley's Lifestyle Party (1995)
- No Man's Land 11 (1995)
- On Her Back (1995)
- Ona Zee's Sex Academy 5 (1995)
- Philmore Butts Las Vegas Vacation (1995)
- Photoplay (1995)
- Private Stories 2 (1995)
- Pubic Access (1995)
- Pussy Clips 7 (1995)
- Pussy Hunt 14 (1995)
- Pussyman 9 (1995)
- Razor's Edge (1995)
- Shave Tails 1 (1995)
- Shot In The Pants (1995)
- Simply Blue (1995)
- Spiked Heel Diaries 4 (1995)
- Starting Over (1995)
- Strap-On Sally 5 (1995)
- Strap-On Sally 6 (1995)
- Street Legal (1995)
- Taboo 14 (1995)
- Takin' It To The Limit 4 (1995)
- Vice (1995)
- Airotica (1996)
- Anal Angels 6 (1996)
- Anal Malle Exposed (1996)
- Animal Instinct (1996)
- Babes Behind Bars (1996)
- Beauty's Revenge (1996)
- Bizarre's Dracula 2 (1996)
- Boob Acres (1996)
- Breeders (1996)
- Buffy's Anal Adventure (1996)
- Butt Hunt 15 (1996)
- Butt Hunt 19 (1996)
- Buttman's Butt Freak 2 (1996)
- Carnal Cuties (1996)
- Chronicles Of Pain (1996)
- Corporate Affairs (1996)
- Corporate Bitch (1996)
- Cumback Pussy 3 (1996)
- Cybersex (1996)
- Delegate (1996)
- Dominant Jean (1996)
- Double D Dykes 26 (1996)
- Dream House (1996)
- Dresden Diary 16 (1996)
- Dresden Diary 17 (1996)
- Final Obsession (1996)
- Finger Sluts 1 (1996)
- Glory Days (1996)
- Hard Feelings (1996)
- Heavy Breathing (1996)
- Hotel Sodom 10 (1996)
- Independence Night (1996)
- Jenna Loves Rocco (1996)
- Kym Wilde's On The Edge 39 (1996)
- Latex and Lace (1996)
- Latex Leather and Lace (1996)
- Macin' 2: Macadocious (1996)
- Many Faces Of P.J. Sparxx (1996)
- Mask of Innocence (1996)
- Matawhore (1996)
- Max Gold 1 (1996)
- Naked Desert (1996)
- Ona's Doll House 3 (1996)
- Other Woman (1996)
- Party Night (1996)
- Passion (1996)
- Phantasm (1996)
- Picture Perfect (1996)
- Politix (1996)
- Pure Smut (1996)
- Pussy Clips 11 (1996)
- Raging Passions (1996)
- Sexual Harassment 1 (1996)
- Shane's World 4: Wet and Wild 1 (1996)
- Shane's World 5: Wet and Wild 2 (1996)
- Six Degrees Of Penetration (1996)
- Skin Dive (1996)
- Southern Comfort 1 (1996)
- Southern Comfort 2 (1996)
- Spiked Heel Diaries 5 (1996)
- Streets Of New York 8 (1996)
- Sweet As Honey (1996)
- Thin Ice (1996)
- Time To Thrill (1996)
- Twist Of Fate (1996)
- Waterworld 1: The Enema Movie (1996)
- Wild Widow (1996)
- Witches Are Bitches (1996)
- XXX (1996)
- Abducted By The Enema Bandit (1997)
- Anna and Hank (1997)
- Anna Malle (1997)
- Anna Malle (Pantyhose Dancers) (1997)
- Anna Malle's Stocking Tease (1997)
- Barbie Wire: A Dyke With An Attitude (1997)
- Bloopers 2 (1997)
- Buttslammers 14 (1997)
- Chronicles Of Pain 5 (1997)
- Convention Cuties (1997)
- Creatures of the Night (1997)
- Decadence (1997)
- Dirty Bob's Xcellent Adventures 29 (1997)
- Dirty Bob's Xcellent Adventures 30 (1997)
- Dirty Bob's Xcellent Adventures 35 (1997)
- Dirty Bob's Xcellent Adventures 37 (1997)
- Dirty Deeds (1997)
- Diva 1: Caught in the Act (1997)
- Double Dealin Piston Poppers (1997)
- Extreme Strictness In Morals (1997)
- Fan FuXXX 4 (1997)
- Foot Fetish Fantasies 2 (1997)
- Girl Watcher's Delight 78: Catalina (1997)
- Hotel No Tell (1997)
- In the Flesh (1997)
- Initiation Of Deva Station (1997)
- Into The Night (1997)
- Leatherbound Dykes From Hell 9 (1997)
- Lost Angels (1997)
- Lustful Roommates (1997)
- Magic Moments: Anna Malle (1997)
- Max World 12: Chicks For Free (1997)
- New Wave Hookers 5 (1997)
- New York Uncovered (1997)
- Obedient Slaves of the Wild West (1997)
- Obedient Slaves of the Wild West 2 (1997)
- Paintball Babes (1997)
- Queen's Challenge (1997)
- Restless Desire (1997)
- Rituals of Submission 2 (1997)
- Sex Files 2 (1997)
- Sex Patch (1997)
- Sexy Car Wash Girls (1997)
- Sizzle (1997)
- Snatch Masters 34 (1997)
- Spanked Therapy (1997)
- Spiked Heel Diaries 8 (1997)
- Take 69 (1997)
- To Snatch A Thief (1997)
- Ultimate Pleasure (1997)
- Waterworld 4: History of the Enema (1997)
- Wild Experiences (1997)
- Wildlife 1 (1997)
- Wildlife 2: Live from Costa Rica (1997)
- Wildlife 3: Back in the USA (1997)
- Women In White (1997)
- www.spanked.com (1997)
- Airtight 3 (1998)
- Anna Malle Betrayed (1998)
- Anna Malle Within (1998)
- Backslidin' (1998)
- Best of Shane 1 (1998)
- Cashmere (1998)
- Come And Be Purified (1998)
- Deep Throat The Quest 4: School's Out (1998)
- Enema Ecstasy 1 (1998)
- Enema Obedience 5 (1998)
- Every Porn Fan's Ultimate Fantasy 2 (1998)
- I've Got Milk (1998)
- Late Night Sex With Jonathon Morgan: Starring Anna Malle (1998)
- Leatherbound Dykes From Hell 12 (1998)
- Lesbians Obsession For Bondage 1 (1998)
- Lesbians Unleashed (1998)
- Lingerie Models Spanked (1998)
- Max Gold 6 (1998)
- More Precious Than Gold (1998)
- New York Taxi Tales 1 (1998)
- New York Uncovered 3 (1998)
- Roxanne Hall Tamed And Trained (1998)
- Sadie Does Las Vegas (1998)
- Sexually Incorrect (1998)
- Shane's World 14: Don't Drink The Water (1998)
- Smothering Bitches (1998)
- Spiked Heel Diaries 10 (1998)
- Spiked Heel Diaries 12 (1998)
- Tampa Tushy Fest 2 (1998)
- Throbin Hood (1998)
- To Hell And Back (1998)
- Toe Tales 50 (1998)
- Toe Tales 52 (1998)
- Toe Tales 54: The Finest Hour 8 (1998)
- Vows Of Servitude 2 (1998)
- Wicked Sex Party 1 (1998)
- Wildlife (1998)
- Wildlife 4: Diva Las Vegas (1998)
- California Cocksuckers 8 (1999)
- Cream Dreams (1999)
- Deep Inside Anna Malle (1999)
- Deep Inside Farrah 1 (1999)
- Deep Inside Nina Hartley 2 (1999)
- Desperate Love (1999)
- Diva Girls (1999)
- Dykes of Perversion (1999)
- Hostage Slaves (1999)
- I Love Lesbians 6 (1999)
- Jeanna Fine: Dominatrix (1999)
- Kickin' It With Anna Malle (1999)
- La Femme Chameleon (1999)
- Leatherbound Dykes From Hell 12 (1999)
- Legs For Pleasure 1 (1999)
- Luv Boat (1999)
- Masters Of Dominance 4 (1999)
- Maxed Out 18 (1999)
- Mistresses of the Whip 3 (1999)
- Mistresses of the Whip 4 (1999)
- Naked City Tampa Bay 1 (1999)
- Naked City Tampa Bay 2 (1999)
- Naked In Tampa Bay 1999 1 (1999)
- Naked In Tampa Bay 1999 2 (1999)
- Naked In Tampa Bay 1999 3 (1999)
- Portrait Of A Dominatrix (1999)
- Rear Ended (1999)
- Sex In the Deep South (1999)
- Sex Southern Style (1999)
- Short Shorts (1999)
- Signature Of Sex (1999)
- Spanking Academy (1999)
- Spiked Heel Diaries 14 (1999)
- Wet T-shirt Models Spanked (1999)
- Wildlife 5: L.A. Comeback Splash (1999)
- Wildlife 6: Lifestlyes and Swingers (1999)
- Wildlife 7: Night Moves Tampa Florida (1999)
- Amazing Ass to Mouth Cumshots (2000)
- Bad Intentions (2000)
- Cum Shots 2 (2000)
- Diego's Girls (2000)
- Eye On You 150: Anna/Alexa (2000)
- Foot Fetish Fantasies 4 (2000)
- Legs For Pleasure 2 (2000)
- Pure Bliss (2000)
- Riding the Rails (2000)
- Secret Love (2000)
- Sexton Report (2000)
- Snoop Dogg's Doggystyle 1 (2000)
- Wildlife 8: Las Vegas 2000 (2000)
- Witch's Tail (2000)
- Blow Hard (2001)
- Deep Inside Jenna Jameson (2001)
- Jenna: Extreme Close Up (2001)
- Nikki Tyler: Extreme Close Up (2001)
- Sleeping Booty (2001)
- Stringers 4 (2001)
- Stroke Of Genius (2001)
- Vajenna (2001)
- 100% Blowjobs 9 (2002)
- Backfield in Motion (2002)
- Backstage Passes: All Access (2002)
- Body Talk (II) (2002)
- Booby Trap 1 (2002)
- Bumpin' Donuts (2002)
- Deep Inside Christy Canyon (2002)
- Deep Inside Debi Diamond (2002)
- Jenna Jameson Revealed (2002)
- Jenna Jameson Untamed (2002)
- More Stroke Of Genius (2002)
- Out of Control (2002)
- Out of Control Again (2002)
- Pussy Fingers 7 (2002)
- Workin' It (2002)
- Young Jenna (2002)
- 100% Blowjobs 10 (2003)
- Anna Malle's Swing Life: Luv Boat (2003)
- Deep Inside Sunset Thomas (2003)
- Extreme Fetish Flicks: Animal Instincts (2003)
- Fan FuXXX 7 (2003)
- Girlgasms 1 (2003)
- Never Enough (2003)
- Wet Cum Shots 11 (2003)
- Boss Bitches 19 (2004)
- Brittany Andrews Smoking Sirens (2004)
- Dirty Debutantes: Best Scenes 9 (2004)
- Foot Fetish Fantasies 6 (2004)
- Loads Of Fun (2004)
- Rayveness Exposed (2004)
- Spunk Drunk (2004)
- Secret Lives Of Porn Stars (2005)
- Gallop on His Pole (2008)